# Reinhardsmunster

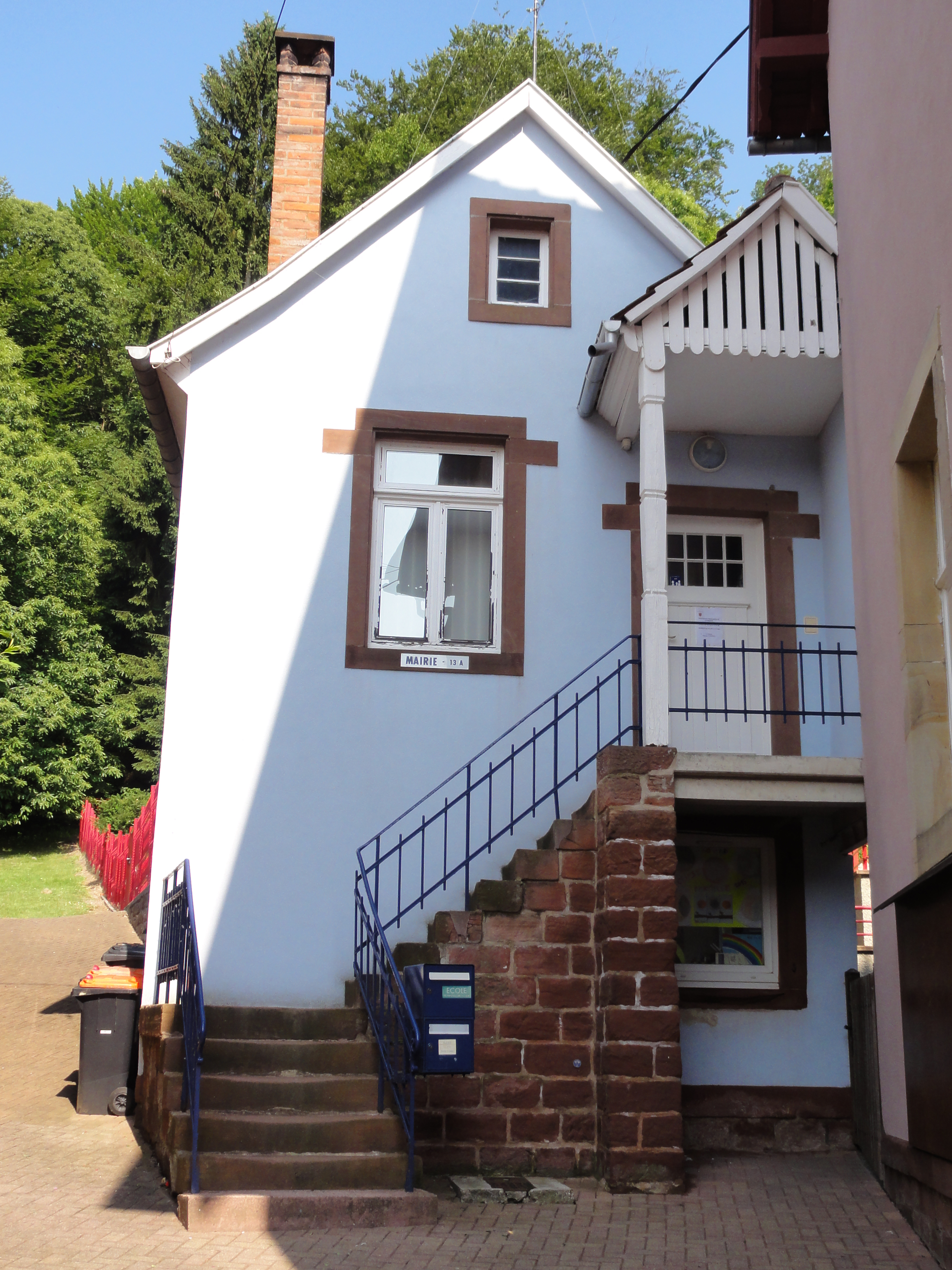
Mairie (Rathaus)

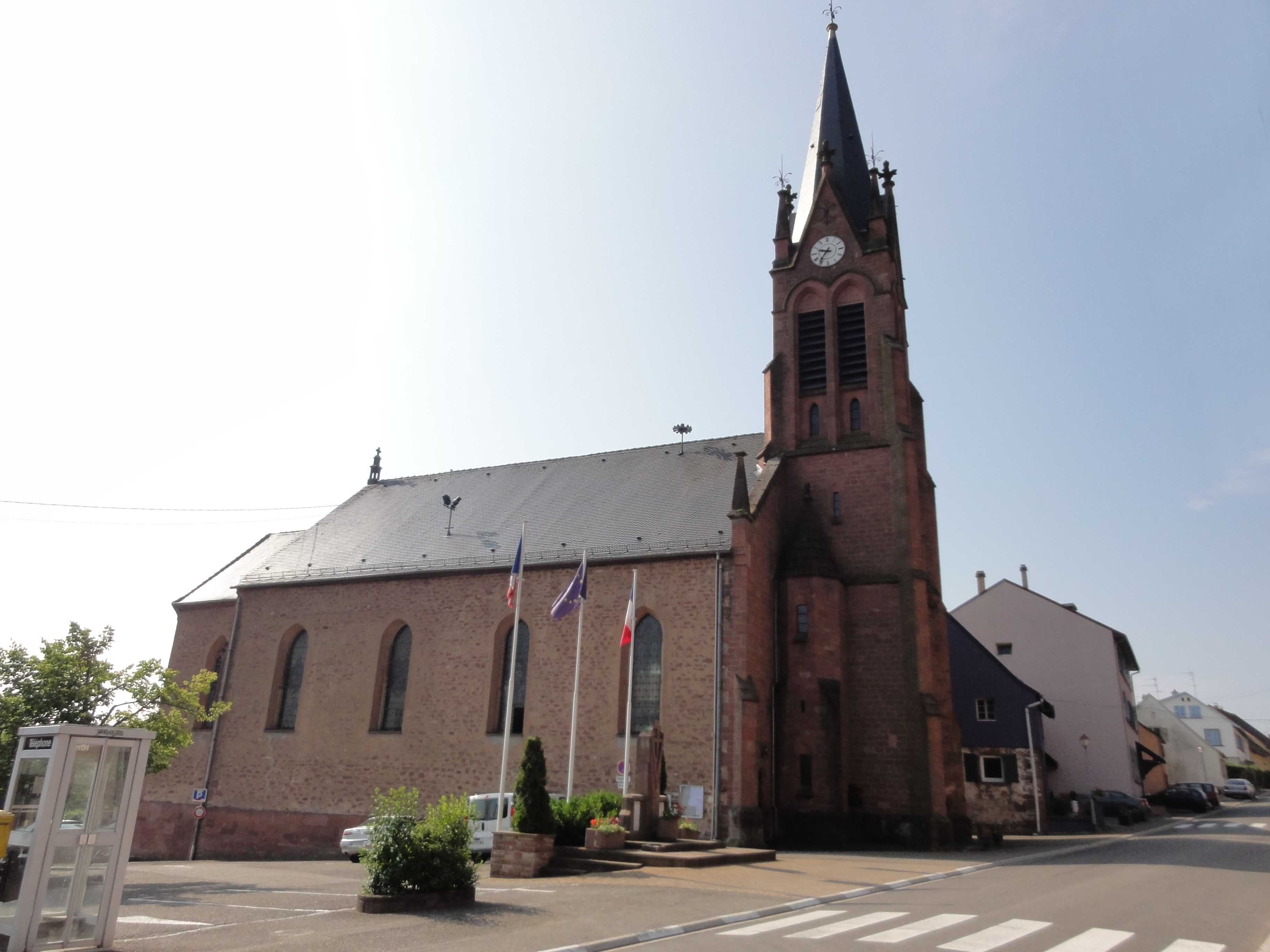
Kirche Saint-Léger

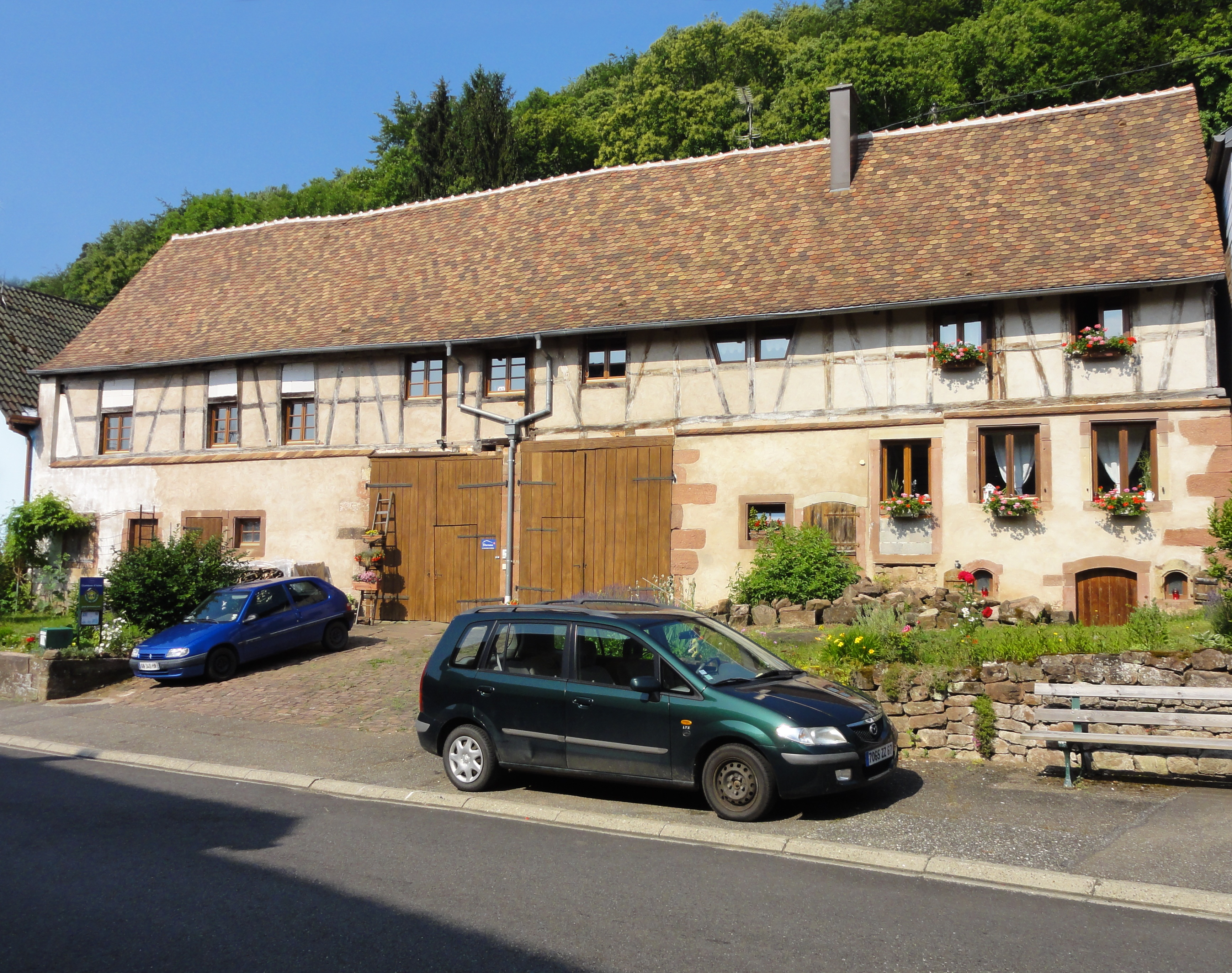
Hofreite

Reinhardsmunster (deutsch Reinhardsmünster) ist eine französische Gemeinde mit 443 Einwohnern (Stand 1. Januar 2021) am Rand der Nordvogesen im Département Bas-Rhin in der Europäischen Gebietskörperschaft Elsass und in der Region Grand Est. Das Gemeindegebiet wird vom Flüsschen Mossel durchquert.

## Geschichte

### Mittelalter
Reinhardsmünster gehörte zur Herrschaft Ochsenstein. Es war ein Lehen des Bischofs von Metz. Als die Familie derer von Ochsenstein im Mannesstamm mit Georg von Ochsenstein 1485 ausstarb, gelangte das Erbe über dessen Schwester an die Grafen von Zweibrücken-Bitsch.

### Neuzeit
1570 kam es zu einem weiteren Erbfall, der Reinhardsmünster zur Grafschaft Hanau-Lichtenberg brachte: Graf Jakob von Zweibrücken-Bitsch (* 1510; † 1570) und sein schon 1540 verstorbener Bruder Simon V. Wecker hinterließen nur jeweils eine Tochter als Erbin. Die Tochter des Grafen Jakob, Margarethe (* 1540; † 1569), war mit Philipp V. von Hanau-Lichtenberg (* 1541; † 1599) verheiratet. Zu dem sich aus dieser Konstellation ergebenden Erbe zählte auch die Herrschaft Ochsenstein. In der Verwaltungsstruktur der Grafschaft Hanau-Lichtenberg wurde Reinhardsmünster dem Amt Westhofen zugeschlagen. Philipp V. von Hanau-Lichtenberg führte in den ererbten Gebieten sofort die Reformation durch, die wie sein übriges Herrschaftsgebiet nun weitgehend lutherisch wurden. In einigen Gebieten gelang das jedoch nicht vollständig. So bestand bis ins 18. Jahrhundert im „Neudorf“ weiter eine römisch-katholische Pfarrei.
Mit der Reunionspolitik Frankreichs unter König Ludwig XIV. kamen das Amt Westhofen und Reinhardsmünster unter französische Oberhoheit. Nach dem Tod des letzten Hanauer Grafen, Johann Reinhard III., fiel das Erbe – und damit auch Reinhardsmünster – 1736 an den Sohn seiner einzigen Tochter, Charlotte, den Erbprinzen und späteren Landgrafen Ludwig (IX.) von Hessen-Darmstadt. Mit dem durch die Französische Revolution begonnenen Umbruch wurde das Amt Westhofen Bestandteil Frankreichs und in den folgenden Verwaltungsreformen aufgelöst.

### Bevölkerungsentwicklung
| 1798 | 1962 | 1968 | 1975 | 1982 | 1990 | 1999 | 2006 | 2017 |
| ---- | ---- | ---- | ---- | ---- | ---- | ---- | ---- | ---- |
| 418  | 271  | 326  | 303  | 331  | 366  | 402  | 444  | 448  |

## Sehenswürdigkeiten
Etwa eineinhalb Kilometer westlich des Ortskerns steht am südlichen Ende des 584 m hohen Schlossbergs die Ruine der mittelalterlichen Burg Ochsenstein.